# Eurylabus kiashii
Eurylabus kiashii är en stekelart som beskrevs av Tohru Uchida 1956. Eurylabus kiashii ingår i släktet Eurylabus och familjen brokparasitsteklar. Inga underarter finns listade i Catalogue of Life.